# 戒壇

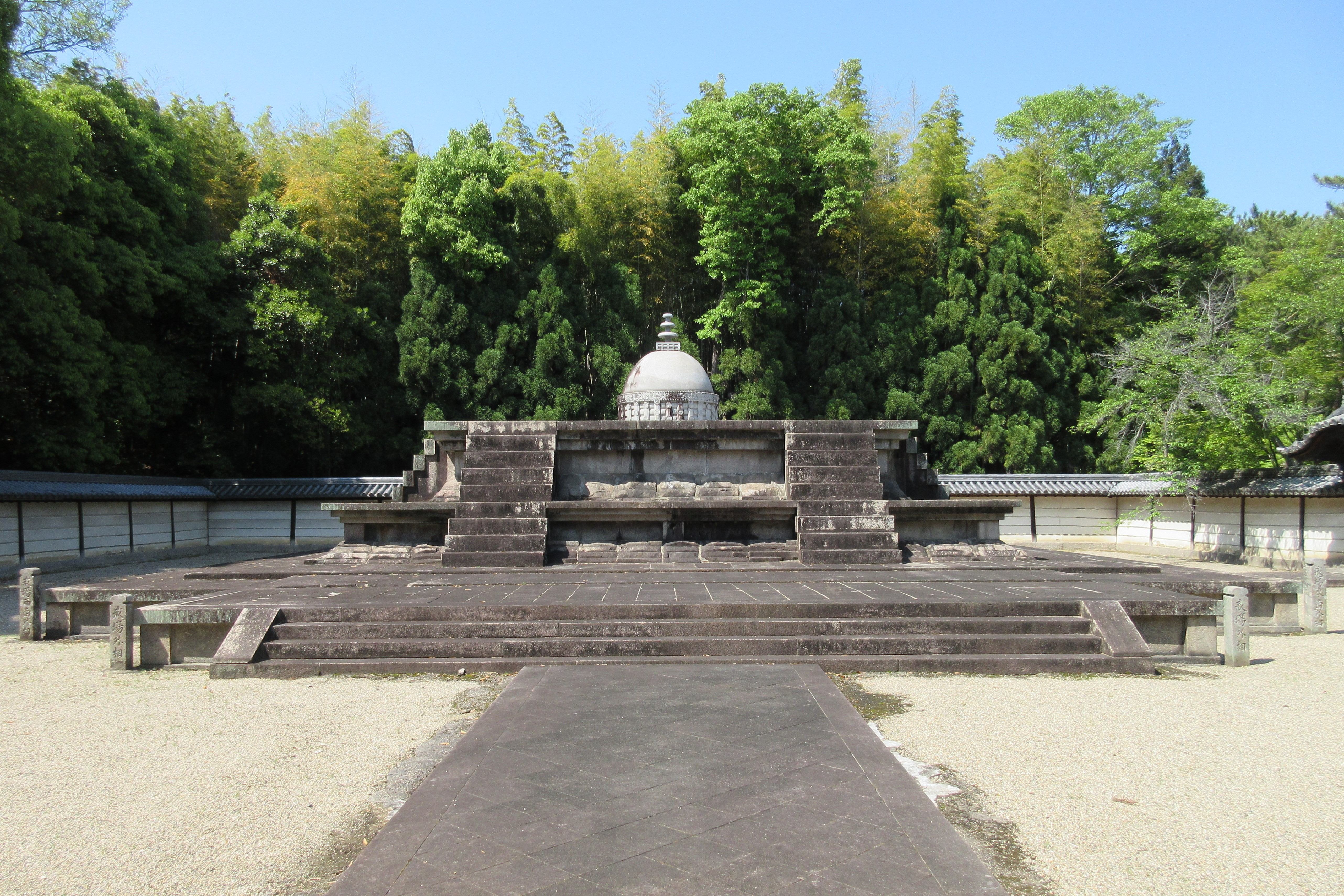
唐招提寺の戒壇（奈良県奈良市）

戒壇（かいだん）とは、仏教用語で、戒律を授ける（授戒）ための場所を指す。
戒壇は戒律を受けるための結界が常に整った場所であり、授戒を受けることで出家者が正式な僧尼として認められることになる。

## 歴史
日本に仏教が伝わったのは538年であるが、その際に伝わった戒律は、不完全なものであった。当時、出家は税を免除されていたため、税を逃れるために出家して得度を受けない輩（私度僧）が多く、出家といえど修行もせず堕落した僧が多かった。そのため、唐より鑑真が招かれ、戒律が伝えられた。この戒律を守れるものだけが僧として認められることとなった。その結果、仏教界の規律は守られるようになった。鑑真は754年、東大寺に戒壇を築き、同年4月に聖武天皇をはじめ430人に授戒を行なった。これが最初の戒壇である。その後、東大寺に戒壇院を建立し、筑紫の大宰府の観世音寺、下野国（現在の栃木県）の薬師寺に戒壇を築いた（天下の三戒壇）。
これ以降、僧になるためには、いずれかの戒壇で授戒して戒牒を受けることが必須となり、国（国分寺）が僧を管理することになった。しかし、822年、最澄の死後に延暦寺に対して戒壇の勅許が下され、戒壇が建立された。大乗戒壇と呼ばれることもある。当時は、中国の仏教界は延暦寺の大乗戒壇を、戒壇としては認めておらず、ここで受戒した僧は、道元禅師の例にもあるように中国では僧侶として認められなかった。また、官立寺院（官寺）ではない延暦寺の山内に戒壇設置を認められたことに、東大寺をはじめとする南都（奈良）の寺院の反発を抱き、両者の対立の原因の一つとなった。
大乗戒壇は権力闘争の原因ともなり、天台宗の山門寺門の争いは有名である。また、戒壇で授戒を受けた僧侶の中にも修行もせず堕落した僧侶も多くなった。鎌倉時代の叡尊は元々真言僧であったが、後に鑑真が伝えた律宗を学んで両者を統合した真言律宗を起こし、三戒壇や延暦寺の戒壇は実態を失って授戒を行うに値しないと批判して、戒律に則って結界を築き正しい手順に従って儀式を行えば授戒は成立すると唱え、自ら仲間とともに東大寺において改めて授戒を行い、更に西大寺に独自の戒壇を創設した。続いて、延暦寺の僧侶であった円観も比叡山を離れて独自の戒壇を置いた。以後、南都や延暦寺と対立する形で成立した鎌倉仏教も独自の得度・授戒の儀式を行うようになっていった。その一方で、東大寺や延暦寺の戒壇も由緒あるものとして尊重され、江戸時代の終わりまで授戒が行われていた。